# 올리버 블루메
올리버 블루메(Oliver Blume, 1968년 6월 6일~)는 폭스바겐 그룹의 최고경영자이다.
그는 동시에 포르쉐의 CEO이기도 하다. 해당 직책을 거치면서 라이프치히 공장 증설 및 포르쉐 타이칸 전용 생산라인(주펜하우젠) 신설 등을 하며 그 덕택에 전임 헤르베르트 디스 폭스바겐 그룹 회장이 디젤게이트 여파로 사임하자 상술한 회장으로 내정, 지금에 이를 수 있었다.
고객에 대한 집중과 브랜드 및 제품의 포지셔닝을 더욱 강화할 적임자로 평가받고 있다.
1. ↑  Pladson, Kristie (2022년 9월 1일). “Volkswagen: Oliver Blume takes over as CEO”. 《Deutsche Welle》. 2023년 1월 27일에 확인함.